# ランプ議会 (イングランド内戦)
ランプ議会（ランプぎかい、Rump Parliament）とは、かつて清教徒革命（イングランド内戦）期のイングランドに存在した政治機関である。長期議会が1648年12月6日のクーデター（プライドのパージ）で議員を大幅に減らされ、残った議員達で構成された議会がイングランド共和国の政治を受け持ったが、様々な要因の積み重ねで1653年4月20日にオリバー・クロムウェルによって解散させられた。ランプ（Rump）は（獣の）尻肉の意味で、転じて残党を意味し、残部議会（ざんぶぎかい）、臀部議会（でんぶぎかい）とも呼ばれる。
1659年5月7日にクロムウェルの息子リチャード・クロムウェルに反抗した軍と共和派により再び召集され、1660年2月21日にジョージ・マンクの介入で長期議会が復活するまで開会していた。終始混乱に見舞われ期間は1年にもならなかったが、パージで追放された議員達が戻り、やがて王政復古が成就する道筋を辿った。

## 成立過程
第二次イングランド内戦は議会派が勝利したがチャールズ1世の処遇、ニューモデル軍の解体計画などを巡り議会派は多数派の長老派と少数派の独立派に分裂して議会で対立、軍でも平等派と独立派が対立していた。政局が不安定な中、長老派がチャールズ1世と和睦交渉を進め、これに対する軍の抗議を無視したことに軍が反発、12月1日にニューモデル軍司令官トーマス・フェアファクスが決起しチャールズ1世を逮捕、6日にプライドのパージで下院の長老派議員148人を追放、残った独立派議員60人以下で構成されたのがランプ議会である。
急進派が勢いを増した議会は1649年1月6日に国王を裁くため特別裁判所を設置、20日から27日の1週間だけの裁判を経て30日にチャールズ1世を処刑、5月17日に上院を廃止、2日後の19日に王政も廃止し枢密院も無い中、下院だけが単独で政治を行うことになった。下院は自身の意志でしか解散しないことを決め立法・行政・司法全てを掌握したが、付属機関として軍の士官10人と下院議員31人から選出・構成された国務会議が行政の多くを担うことになった（議長はオリバー・クロムウェル）。こうしてイングランド共和国が誕生したが、新国家は厳しい環境に置かれていた。
ランプ議会は軍のクーデターで多数派を排除して誕生した経緯から正当性が無く、軍に依存せざるを得ない脆弱な立場だった。また、総選挙で議会が召集された訳でも無いため民意が反映されておらず、知識人から寡頭政治だと非難された。こうした流れから国王裁判にも不当性が指摘され（上院の反対を無視して下院が開廷）、処刑されたチャールズ1世に国民の同情が集まったこともあり、王党派はチャールズ1世の遺児チャールズ2世を擁立して抵抗を続け、これにスコットランド・アイルランドも呼応して共和国に反旗を翻し、外国も国王処刑を非難し共和国は国際的に孤立していた。パージで独立派と一時協力した平等派も共和国から離反、他の急進派や宗教勢力も敵に回り、共和国は内外共に敵が多いという危機的状況に置かれ、それらを打破しながらいかに政権運営していくか、ランプ議会は最初から難問を抱えて苦闘することになる。

## 第一期（1648年 - 1653年）
かくして多難な幕開けとなった共和国だが、クロムウェル率いるニューモデル軍はほとんどの敵を排除していった。まず5月に平等派の反乱を鎮圧、続いて8月にアイルランド侵略を行い虐殺を伴う苛烈な進軍で王党派を含む反対派を蹴散らした。1650年6月にクロムウェルは議会の命令でイングランドへ帰国するとフェアファクスに代わりニューモデル軍司令官となり、今度は7月にチャールズ2世と組んだスコットランドへ遠征（第三次イングランド内戦）、9月3日のダンバーの戦いでスコットランドに大勝、翌1651年9月3日のウスターの戦いでも決定的勝利を飾りチャールズ2世を亡命に追いやった。こうして外敵をほぼ排除したクロムウェルはロンドンに凱旋、共和国は一応安定を得た。
だが、ランプ議会は権力集中と正当性の脆さで評判が悪く、議員達が無能で腐敗していたことが拍車をかけた。財政難で軍の給料が未払いになり、議会が軍縮を考え軍と議会が対立するパージ前の構図が引き継がれたことも政局に動揺をもたらし、クロムウェルに人々の期待が集まっていた。クロムウェルは秩序維持を重視し議会との対立は避け、1652年に議会と共同で社会改革と宗教問題に取り組んだが、次第に実行力に欠ける議会に愛想を尽かし、軍も解散を主張しだした。
決定的な対立は航海条例がきっかけで1652年から勃発した第一次英蘭戦争で、戦費で財政が一層傾いたことを口実に議会は陸軍の軍縮を進めた。クロムウェルは議会を完全に見限り、腹心のジョン・ランバートとトマス・ハリソンおよびそれぞれが率いるグループと会議の末クーデターに踏み切り、1653年4月20日に銃兵隊を連れたハリソンを議場へ入れ、議員達を追放し議会を解散した。こうしてランプ議会を含めた長期議会は1640年から13年経って終わりを迎え、幕を引いたクロムウェルは実質的に共和国を統治する立場となり、7月4日に新たにベアボーンズ議会を召集、12月12日にこの議会も解散させ16日に護国卿に就任し、翌1654年9月3日に第一議会を召集し共和国を支える役割を担っていった。

## 第二期（1659年 - 1660年）
1658年、クロムウェルが死亡し息子のリチャード・クロムウェルが護国卿を継いだが、父と違い軍の支持が無い彼は当初から立場が不安定で、1659年1月27日に第三議会を召集したが軍に見限られた上、議会解散要求を出した軍の圧力に屈し、4月22日に解散し自身も5月25日に護国卿を辞任した。その際、軍と議会内の共和派の結託によりランプ議会は5月7日に召集・復活した。
軍の思惑通りに事が進んだかに見えた展開は、軍と議会の対立という従来のパターンがまたも再現されたため混乱、王党派のジョージ・ブースが8月に反乱を起こしたがランバートが早期鎮圧、返す刀で10月13日に議員達を追放、クロムウェルの配下チャールズ・フリートウッドらと共に軍事政権を樹立した。ところが周囲の支持を得られなかった上、同じクロムウェルの配下でスコットランドに駐屯していたジョージ・マンクが議会支持を表明し軍を連れて南下、ランバートはなす術も無く捕らえられてロンドン塔へ投獄され、軍事政権はあっけなく崩壊、12月26日にランプ議会は復活した。
イングランドへ入ったマンクは、革命にうんざりした国民の要望に応える形で議会に長期議会の復元を提案、ランプ議会も了承し1660年2月21日にパージで追放された長老派議員が復帰して長期議会が復元された。それを確認したマンクは段階を踏んで王政復古実現に動き出し、3月16日に議会を解散させ、革命にとらわれない議会を掲げた選挙を実施、4月25日に王党派を加えた仮議会を開いた。そしてかねてから復帰に向けてマンクと打ち合わせていたチャールズ2世が亡命先のオランダで布告したブレダ宣言を議会が受諾したことで、5月29日にチャールズ2世はロンドンに帰還し王政復古が実現された。